# Шорохово (Башкортостан)
Шо́рохово (баш. Шорохов) — деревня в Аскинском районе Башкортостана. Входит в состав Петропавловского сельсовета.

## Географическое положение
Расстояние до:
- районного центра (Аскино): 7 км,
- центра сельсовета (Петропавловка): 5 км,
- ближайшей железнодорожной станции (Куеда): 104 км.

## Население
| 2002 | 2009 | 2010 |
| ---- | ---- | ---- |
| 137  | ↗144 | ↘122 |

### Национальный состав
Согласно переписи 2002 года, преобладающие национальности — башкиры (60 %), татары (36 %).
По справке, составленной научным сотрудником Казанского Института языка, литературы и искусств Дамиром Исхаковым, на анализе данных переписей 1926—1979 было установлено, что местное население в рамках политики башкиризации переписано с татар на башкир в 1979 году, а по предыдущим переписям в селе проживали татары.